# Madrid–Torrejón Airport
Madrid–Torrejón Airport är en flygplats i Spanien.   Den ligger i provinsen Provincia de Madrid och regionen Madrid, i den centrala delen av landet, 23 km öster om huvudstaden Madrid. Madrid–Torrejón Airport ligger 617 meter över havet.
Terrängen runt Madrid–Torrejón Airport är platt, och sluttar söderut. Runt Madrid–Torrejón Airport är det tätbefolkat, med 356 invånare per kvadratkilometer. Närmaste större samhälle är Ciudad Lineal, 17,7 km väster om Madrid–Torrejón Airport. Runt Madrid–Torrejón Airport är det i huvudsak tätbebyggt.